# Tour d'Espagne 1977
La 32e édition du Tour d'Espagne s'est déroulée du 26 avril au 15 mai 1977, entre Dehesa Campoamor et Miranda de Ebro. Elle fut remportée par Freddy Maertens qui parcourut les 2 785 km à la vitesse moyenne de 35,294 km/h sur un parcours dessiné pour ses qualités avec peu de montagne et de nombreuses arrivées massives. Il remporta aussi 13 étapes, battant ainsi le record de 12 victoires de l'Espagnol Delio Rodriguez en 1941. Il remporte également le classement par points et celui des sprints intermédiaires.
Il porte le maillot de leader du prologue à la dernière étape, ce qui n'avait été réalisé que par deux coureurs avant lui (Julián Berrendero et Jacques Anquetil). Tony Rominger accomplira cette même performance en 1994.

## Équipes participantes
- Kas-Campagnolo
- Frisol-Gazelle
- Novostil-Gios
- Ebo-Superia
- Teka
- Flandria-Latina
- Magniflex-Torpado

## Classement général
| \| 1. \| Freddy Maertens \| Belgique \| en \| 78 h 54 min 36 s \| \| 2. \| Miguel María Lasa \| Espagne \| + \| 2 min 09 s \| \| 3. \| Peter Thaler \| Allemagne \| \| 3 min 27 s \| \| 4. \| Domingo Perurena \| Espagne \| \| 4 min 45 s \| \| 5. \| José Luis Viejo \| Espagne \| \| 5 min 14 s \| \| 6. \| Michel Pollentier \| Belgique \| \| 5 min 35 s \| \| 7. \| Gary Clively \| Australie \| \| 7 min 06 s \| \| 8. \| José Pesarrodona \| Espagne \| \| 9 min 32 s \| \| 9. \| Pedro Torres \| Espagne \| \| 10 min 29 s \| \| 10. \| José Antonio González Linares \| Espagne \| \| 11 min 18 s \| |                               |           |    |                  |
| 1. | Freddy Maertens               | Belgique  | en | 78 h 54 min 36 s |
| 2. | Miguel María Lasa             | Espagne   | +  | 2 min 09 s       |
| 3. | Peter Thaler                  | Allemagne |    | 3 min 27 s       |
| 4. | Domingo Perurena              | Espagne   |    | 4 min 45 s       |
| 5. | José Luis Viejo               | Espagne   |    | 5 min 14 s       |
| 6. | Michel Pollentier             | Belgique  |    | 5 min 35 s       |
| 7. | Gary Clively                  | Australie |    | 7 min 06 s       |
| 8. | José Pesarrodona              | Espagne   |    | 9 min 32 s       |
| 9. | Pedro Torres                  | Espagne   |    | 10 min 29 s      |
| 10. | José Antonio González Linares | Espagne   |    | 11 min 18 s      |

## Étapes
| N°       | Date     | Villes étapes               | Vainqueur d'étape     | Leader du classement général |
| Prologue | 26 avril | Dehesa Campoamor (clm)      | Freddy Maertens       | Freddy Maertens              |
| 1re      | 27 avril | Dehesa Campoamor - La Manga | Freddy Maertens       | Freddy Maertens              |
| 2e       | 28 avril | La Manga - Murcie           | Freddy Maertens       | Freddy Maertens              |
| 3e       | 29 avril | Murcie - Benidorm           | Fedor den Hertog      | Freddy Maertens              |
| 4e       | 30 avril | Benidorm - Benidorm (clm)   | Michel Pollentier     | Freddy Maertens              |
| 5e       | 1er mai  | Benidorm - El Saler (es)    | Freddy Maertens       | Freddy Maertens              |
| 6e       | 2 mai    | Valence - Teruel            | Freddy Maertens       | Freddy Maertens              |
| 7e       | 3 mai    | Teruel - Alcalà de Xivert   | Freddy Maertens       | Freddy Maertens              |
| 8e       | 4 mai    | Alcalà de Xivert - Tortosa  | Freddy Maertens       | Freddy Maertens              |
| 9e       | 5 mai    | Tortosa - Salou             | Freddy Maertens       | Freddy Maertens              |
| 10e      | 6 mai    | Salou - Barcelone           | Cees Priem            | Freddy Maertens              |
| 11e(a)   | 7 mai    | Barcelone - Barcelone (clm) | Freddy Maertens       | Freddy Maertens              |
| 11e(b)   | 7 mai    | Barcelone - Barcelone       | Freddy Maertens       | Freddy Maertens              |
| 12e      | 8 mai    | Barcelone - Igualada        | Giuseppe Perletto     | Freddy Maertens              |
| 13e      | 9 mai    | Igualada - La Seu d'Urgell  | Freddy Maertens       | Freddy Maertens              |
| 14e      | 10 mai   | La Seu d'Urgell - Monzón    | Carlos Melero         | Freddy Maertens              |
| 15e      | 11 mai   | Monzón - Formigal           | Pedro Torres          | Freddy Maertens              |
| 16e      | 12 mai   | Formigal - Cordovilla       | Freddy Maertens       | Freddy Maertens              |
| 17e      | 13 mai   | Cordovilla - Bilbao         | Luis Alberto Ordiales | Freddy Maertens              |
| 18e      | 14 mai   | Bilbao - Urkiola            | José Nazábal          | Freddy Maertens              |
| 19e      | 15 mai   | Durando - Miranda de Ebro   | Freddy Maertens       | Freddy Maertens              |

## Classements annexes
| Classement par points       | Freddy Maertens Belgique 369 pts |
| Grand Prix de la montagne   | Pedro Torres Espagne 134 pts     |
| Metas volantes (régularité) | Freddy Maertens Belgique         |
| Meilleure équipe            | Teka Espagne                     |

## Liste des coureurs
| Kas | Frisol Gazelle | Novostil Gios |
| - 1 José Pesarrodona (Esp) - 2 Domingo Perurena (Esp) - 3 Ismaël Lejarreta (Esp) - 4 José Antonio Gonzalez Linares (Esp) - 5 Rafael Ladrón de Guevara (Esp) - 6 José Nazabal (Esp) - 7 José Luis Viejo (Esp) - 8 Carlos Ocana (Esp) - 9 Andrés Oliva (Esp) - 10 Eulalio García Pereda (Esp) | - 11 Luis Ocana (Esp) - 12 Fedor Den Hertog (Hol) - 13 Cees Priem (Hol) - 14 Roger Loysch (Bel) - 15 Geert Malfait (Bel) - 16 Paul Wellens (Bel) - 17 André Romero (Fra) - 18 Jean-Pierre Baert (Bel) - 19 Paul Clinckaert (Bel) - 20 Benny Schepmans (Bel)                         | - 21 Luis Alberto Ordiales (Esp) - 22 José Manuel Garcia Rodriguez (Esp) - 23 Custodio Mazuela (Esp) - 24 Felix Suarez (Esp) - 25 José Luis Enfedaque (Esp) - 26 Jorge Fortia (Esp) - 27 Blas Domingo Llido (Esp) - 28 Fernando Cabrero (Esp) - 29 Ignacio Macho (Esp) - 30 Isidro Juárez (Esp) |
| Ebo Superia | Teka | Flandria Latina |
| - 31 Ferdi Van Den Haute (Bel) - 32 Ludo Loos (Bel) - 33 Dirk Ongenae (Bel) - 34 Jos Schipper (Hol) - 35 Julien Stevens (Bel) - 36 Hugo Van Gastel (Bel) - 37 Alain Desaever (Bel) - 38 Henri Van Den Brande (Bel) - 39 Frank Arijs (Bel) - 40 Johan Van Uffel (Bel)                        | - 41 Joaquim Agostinho (Por) - 42 Miguel Maria Lasa (Esp) - 43 Javier Elorriaga (Esp) - 44 Agustín Tamames (Esp) - 45 Fernando Mendes (Por) - 46 Klaus-Peter Thaler (All) - 47 Pedro Torres (Esp) - 48 Andrés Gandarias (Esp) - 49 Bernardo Alfonsel (Esp) - 50 Carlos Melero (Esp) | - 51 Freddy Maertens (Bel) - 52 Michel Pollentier (Bel) - 53 Marc Demeyer (Bel) - 54 Albert Van Vlierberghe (Bel) - 55 Mariano Martinez (Fra) - 56 Walter Naegels (Bel) - 57 Pol Verschuere (Bel) - 58 Jos Van De Poel (Bel) - 59 Lieven Malfait (Bel) - 60 Roger Verschaeve (Bel)              |
| Magniflex Torpado | | |
| - 61 Giuseppe Perletto (Ita) - 62 Wilmo Francioni (Ita) - 63 Sigfrido Fontanelli (Ita) - 64 Giancarlo Tartoni (Ita) - 65 Daniele Tinchella (Ita) - 66 Gary Clively (Aus) - 67 Michael Neel (Usa) - 68 Jean-Claude Fabbri (Ita) - 69 Thierry Bolle (Sui) - 70 Jesús Manzaneque (Esp)         | | |